# Moritz Kranich
Moritz Kranich (1980) is een Duits professioneel pokerspeler. Hij won onder meer het €5.000 No Limit Hold'em-toernooi van het European Poker Tour (EPT)-evenement in Deauville 2009, goed voor een hoofdprijs van $1.128.983,-. Anderhalf jaar later verdiende Kranich ook zijn eerste titel op de World Poker Tour (WPT) door het $10.000 Championship van de Bellagio Cup VI 2010 in Las Vegas te winnen (goed voor $875.150,-).
Kranich won tot en met juni 2014 meer dan $2.900.000,- in pokertoernooien (cashgames niet meegerekend). Hij luistert naar de bijnaam 'catenaccio'.

## Wapenfeiten
Kranich begon zich in 2007 te roeren in het professionele pokercircuit door op verschillende toernooien in Hamburg geldprijzen te winnen, variërend van omstreeks $4.000,- tot ruim $12.000,-. Begin 2009 brak hij voor het eerst ook internationaal potten. Kranich werd in januari dat jaar eerst twaalfde in het PokerStars Caribbean Adventure en won twaalf dagen later het hoofdtoernooi op de EPT Deauville. Hij liet daarbij 644 tegenstanders achter zich, waaronder de Nederlander Jorn Walthaus (zesde) aan de finaletafel.
Twee maanden na zijn EPT-overwinning in Frankrijk werd Kranich 21e op de EPT Dortmund en in april 2010 vijftigste op de EPT Grand Final in Monte Carlo. Hij won vervolgens in juli 2010 de Bellagio Cup VI en daarmee zijn eerste WPT-titel. Hij kwam bovendrijven in een veld van 353 spelers, waarbij hij met onder andere Phil Ivey (derde) aan de finaletafel zat. In de heads-up (één-tegen-één) tegen de Amerikaan Justin Smith leed hij twee bad beats, voor hij zelf met een gelukje het toernooi besliste. Kranich ging in de laatste hand all-in voor de flop met een koning en een tien in zijn hand, waarop Smith meeging en een paar boeren omdraaide. De Duitser had daardoor maar 29% kans om te winnen, maar er verscheen toch een benodigde koning op tafel waarmee dat lukte.